# Entidad de gestión colectiva
Las sociedades o entidades de gestión colectiva son organizaciones creadas por leyes de propiedad intelectual o por acuerdos privados para el manejo colectivo de derechos de autor y derechos conexos. Estas entidades, gestionan los derechos patrimoniales o conexos de distintos titulares de propiedad intelectual, como autores, intérpretes, ejecutores, productores de fonogramas u organismos de radiodifusión.

## Legislación por país

### Latinoamérica
FESAAL - Federación de Sociedades de Autores Audiovisuales Latinoamericanos 
Nuclea a las Sociedades de Gestión Colectiva del derecho de autor de Guionistas y Directores Audiovisuales de Latinoamérica, teniendo su fundación en la ciudad de La Habana, Cuba, en el marco del Congreso Anual de Autores Audiovisuales invitados por el 40.º Festival Internacional del Nuevo Cine de La Habana.
FESAAL nace como una entidad sin fines de lucro siendo fundada e integrada por a las sociedades que administran derechos de los Autores de obras Audiovisuales, Guionistas y Directores como así también de Autores de obras dramáticas teatrales.
Sociedades que integran FESAAL:

#### Argentina
- Directores Argentinos Cinematográficos (DAC)
- Sociedad General de Autores de la Argentina  (ARGENTORES)

#### Brasil
- Gestión de Derechos de Autores Guionistas (GEDAR)

#### Colombia
- Red Colombiana de Escritores Audiovisuales (REDES)
- Directores Audiovisuales Sociedad Colombiana (DASC)

### España
En España se han constituido como asociaciones de titulares de derechos de propiedad intelectual y requieren la autorización del Ministerio de Cultura para funcionar como tales.
Algunos ejemplos de entidades españolas son:
- Entidad de Gestión de Derechos de los Productores Audiovisuales (EGEDA)
- Sociedad General de Autores y Editores (SGAE)
- Asociación de Derechos de Autor de Medios Audiovisuales (DAMA)
- Centro Español de Derechos Reprográficos (CEDRO)
- Visual, Entidad de Gestión de Artistas Plástico (VEGAP)
- Artistas Intérpretes o Ejecutantes, Sociedad de Gestión de España (AIE)
- Artistas Intérpretes, Sociedad de Gestión (AISGE)
- Asociación de Gestión de Derechos Intelectuales (AGEDI)
- Sociedad Española de Derechos de Autor (SEDA)

### Perú
- Asociación Peruana de Autores y Compositores (Apdayc)
- Unión Peruana de Productores Fonográficos (Unimpro)
- Sociedad Nacional de Intérpretes y Ejecutantes de la Música (Soniem)
- Inter Artis Perú (IAP)
- Entidad de Gestión Colectiva de Derechos de los Productores Audiovisuales (Egeda)
- Asociación Peruana de Artistas Visuales (Apsav)

### USA
- Pro Music Rights (PMR)[2]